# Денисов, Геннадий Анатольевич
Генна́дий Анато́льевич Дени́сов (узб. Gennadiy Anatolyevich Denisov; 20 августа 1960 года, Сырдарья, Сырдарьинская область, Узбекская ССР, СССР) — советский и узбекистанский футболист, защитник. Ныне тренер. Мастер спорта СССР (1982). Отец футболиста, игрока сборной Узбекистана — Виталия Денисова.

## Биография
Воспитанник спортинтерната им. Г.Титова (с 1971 г.). Начинал играть в футбол на позиции вратаря, первый тренер — Виктор Науменко.
Первый клуб — «Пахтачи» (Гулистан). В 1978—1979 играл в дубле «Пахтакора» Ташкент. За основную команду сыграл первый матч 13 июня 1979 года с ереванским «Араратом», а 11 августа 17 членов команды погибли в авиакатастрофе, направляясь на матч с минским «Динамо». Денисов же вылетел на игру с дублирующим составом на 2 дня раньше, и это спасло ему жизнь. Всего же за «Пахтакор» провёл 13 сезонов (второй круг чемпионата-1986 провёл в ЦСКА, проходя армейскую службу), является рекордсменом команды по сыгранным матчам в чемпионатах страны — 371 игра (из них в высшей лиге чемпионата СССР — 177 игр, 3 мяча).
После отъезда из «Пахтакора» Андрея Якубика, стал капитаном «Пахтакора». Основная позиция на поле — левый защитник. Тренеры использовали его также на позициях опорного полузащитника, центрального, заднего защитника.
В 1992—1994 играл во владикавказском «Спартаке», куда перешёл с Игорем Шквыриным и Мирджалолом Касымовым, серебряный призёр чемпионата России 1992 года. Карьеру игрока закончил в наманганском «Навбахоре», выиграв с командой чемпионат Узбекистана 1996 и став бронзовым призёром в 1995 и 1997.
Провёл 5 матчей в составе сборной Узбекистана.
Работал тренером в командах «Сергили», «Чирчик», «Пахтакор», «Локомотив» Ташкент, затем перешёл на работу в футбольную школу на Чигатае в Ташкенте (Республиканская школа высшего спортивного мастерства по футболу).
С 2010 года работал старшим тренером ФК «Алмалык».
Награждён медалью «Шухрат» (Узбекистан) (2006).

## Достижения
- Чемпион Узбекистана 1995/96, бронзовый призёр чемпионата Узбекистана: 1994/95, 1996/97
- Серебряный призёр чемпионата России: 1992
- Обладатель Кубка Первой лиги СССР: 1988 (забил гол с пенальти в 1-м финальном матче), 1989